# I liga paragwajska w piłce nożnej (1989)
Mistrzem Paragwaju został klub Club Olimpia, natomiast wicemistrzem Paragwaju - Club Guaraní.
Podczas rozgrywek mistrzowskich kluby pierwszej ligi grały ze sobą systemem każdy z każdym po trzy mecze. Drużyna, która w tabeli zajęła pierwsze miejsce zdobyła tytuł mistrza Paragwaju.
Do turniejów międzynarodowych zakwalifikowały się następujące kluby:
- Copa Libertadores 1990: Club Olimpia, Cerro Porteño

Do drugiej ligi spadł klub General Caballero Asunción. Na jego miejsce z drugiej ligi awansował klub Club Nacional.

## Primera División

### Tabela końcowa pierwszej ligi 1989
| Poz | Klub                               | Mecze | Zw | Rem | Por | Pkt | BrZd | BrStr |
| --- | ---------------------------------- | ----- | -- | --- | --- | --- | ---- | ----- |
| 1   | Club Olimpia                       | 33    | 19 | 12  | 2   | 50  | 74   | 35    |
| 2   | Club Guaraní                       | 33    | 17 | 10  | 6   | 44  | 56   | 28    |
| 3   | Cerro Porteño                      | 33    | 16 | 8   | 9   | 40  | 52   | 33    |
| 4   | Atlético Colegiales                | 33    | 9  | 18  | 6   | 36  | 51   | 49    |
| 5   | Sportivo Luqueño                   | 33    | 11 | 13  | 9   | 35  | 45   | 45    |
| 6   | Club Libertad                      | 33    | 10 | 14  | 9   | 34  | 49   | 45    |
| 7   | Club Sol de América                | 33    | 10 | 11  | 12  | 31  | 48   | 46    |
| 8   | Club River Plate                   | 33    | 7  | 15  | 11  | 29  | 27   | 36    |
| 9   | Sportivo San Lorenzo               | 33    | 9  | 10  | 14  | 28  | 42   | 49    |
| 10  | Tembetary Ypané                    | 33    | 6  | 13  | 14  | 25  | 34   | 48    |
| 11  | Sport Colombia Fernando de la Mora | 33    | 5  | 15  | 13  | 25  | 36   | 53    |
| 12  | General Caballero Asunción         | 33    | 5  | 9   | 19  | 19  | 38   | 69    |